# Heiligenborn (Waldheim)
Heiligenborn ist ein Ortsteil der Stadt Waldheim im sächsischen Landkreis Mittelsachsen. Heiligenborn ist kein offizieller Ortsteil Waldheims und auch nicht Teil einer der beiden Ortschaften der Stadt.

## Lage
Das unentwickelte Waldhufendorf Heiligenborn liegt südlich von Waldheim und östlich von Reinsdorf. Östlich des auf rund 215 m gelegenen Ortes verläuft die Bahnstrecke Riesa–Chemnitz und die Zschopau.

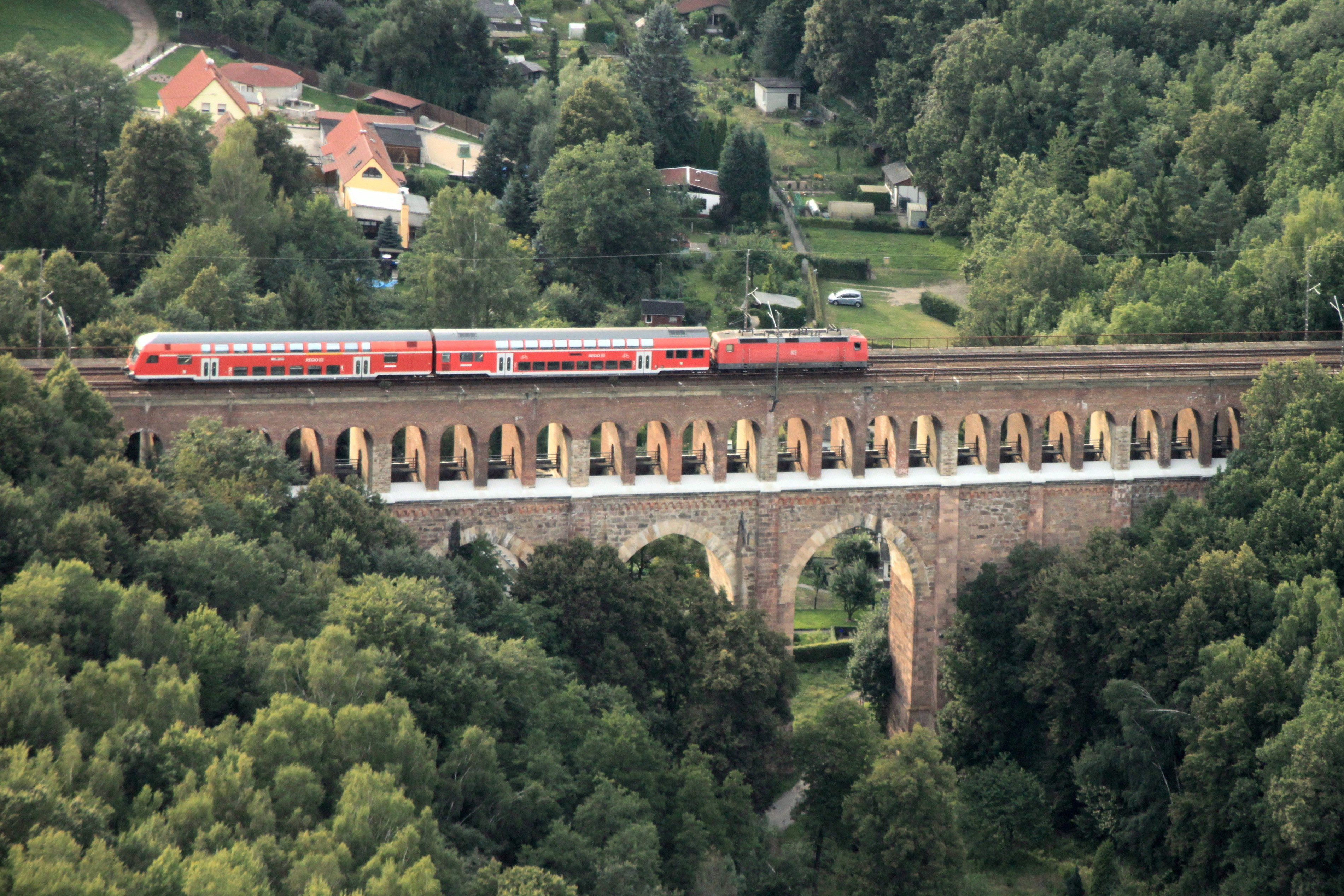
Eisenbahnviadukt Heiligenborn

## Geschichte
Die Geschichte von Heiligenborn geht mindestens zurück auf eine Erwähnung im Jahr 1350: in dem dorffe zcu dem Heyligen Burne. Spätere Nennungen sind Heiligenburne (1361), Heyligen Born (1465) und Heiligenborn (1791). Heiligenborn war nach Reinsdorf gepfarrt und war 1551, 1696 und 1764 dem Rittergut Kriebstein zugehörig. Entsprechend seiner Lage gehörte der Ort zum Amt Rochlitz, dem Gerichtsamt Waldheim, der Amtshauptmannschaft und dem Landkreis Döbeln, bis dieser 2008 im heutigen Kreis aufging.
Zur 1973 eingemeindeten Landgemeinde gehörten auch Gilsberg, Neuschönberg und Ober- wie Unterrauschenthal.
| Jahr      | 1764             | 1834 | 1871 | 1890 | 1910 | 1925 | 1939 | 1946 | 1950 | 1964 |
| --------- | ---------------- | ---- | ---- | ---- | ---- | ---- | ---- | ---- | ---- | ---- |
| Einwohner | 2 besessene Mann | 40   | 57   | 65   | 378  | 399  | 343  | 411  | 407  | 349  |

1925 lebten im Ort 267 Lutheraner, 12 Katholiken, ein Jude und 19 andersgläubige.

## Belege
1. 1 2 3  Heiligenborn – HOV | ISGV. Abgerufen am 27. März 2024.